# Pannaria elixii
Pannaria elixii är en lavart som beskrevs av P. M. Jørg. & D. J. Galloway. Pannaria elixii ingår i släktet Pannaria och familjen Pannariaceae.   Inga underarter finns listade i Catalogue of Life.